# Chlamydiales
Ordre
Synonymes
- Parachlamydiales Gupta et al. 2016

Les Chlamydiales sont un ordre de bactéries à Gram négatif à développement intracellulaire obligatoire de la classe des Chlamydiia. Son nom provient de Chlamydia qui est le genre type de cet ordre.

## Liste de familles

### Familles validement publiées
Selon la LPSN (30 novembre 2022) :
- Chlamydiaceae Rake 1957
- Parachlamydiaceae Everett et al. 1999
- Simkaniaceae Everett et al. 1999
- Waddliaceae Rurangirwa et al. 1999

### Familles en attente de publication valide
Selon la LPSN (30 novembre 2022) les familles suivantes sont en attente de publication valide (Ca. signifie Candidatus) :
- « Ca. Actinochlamydiaceae » Steigen et al. 2013
- « Ca. Criblamydiaceae » Thomas et al. 2006
- « Ca. Parilichlamydiaceae » Stride et al. 2013
- « Ca. Piscichlamydiaceae » Horn 2010
- « Ca. Rhabdochlamydiaceae » Horn 2010